# Yeoman (Indiana)
Yeoman é uma cidade  localizada no estado americano de Indiana, no Condado de Carroll.

## Demografia
Segundo o censo americano de 2000, a sua população era de 96 habitantes.
Em 2006, foi estimada uma população de 93, um decréscimo de 3 (-3.1%).

## Geografia
De acordo com o United States Census Bureau tem uma área de
0,3 km², dos quais 0,3 km² cobertos por terra e 0,0 km² cobertos por água. Yeoman localiza-se a aproximadamente 201 m acima do nível do mar.

## Localidades na vizinhança
O diagrama seguinte representa as localidades num raio de 16 km ao redor de Yeoman.